# Nábojka

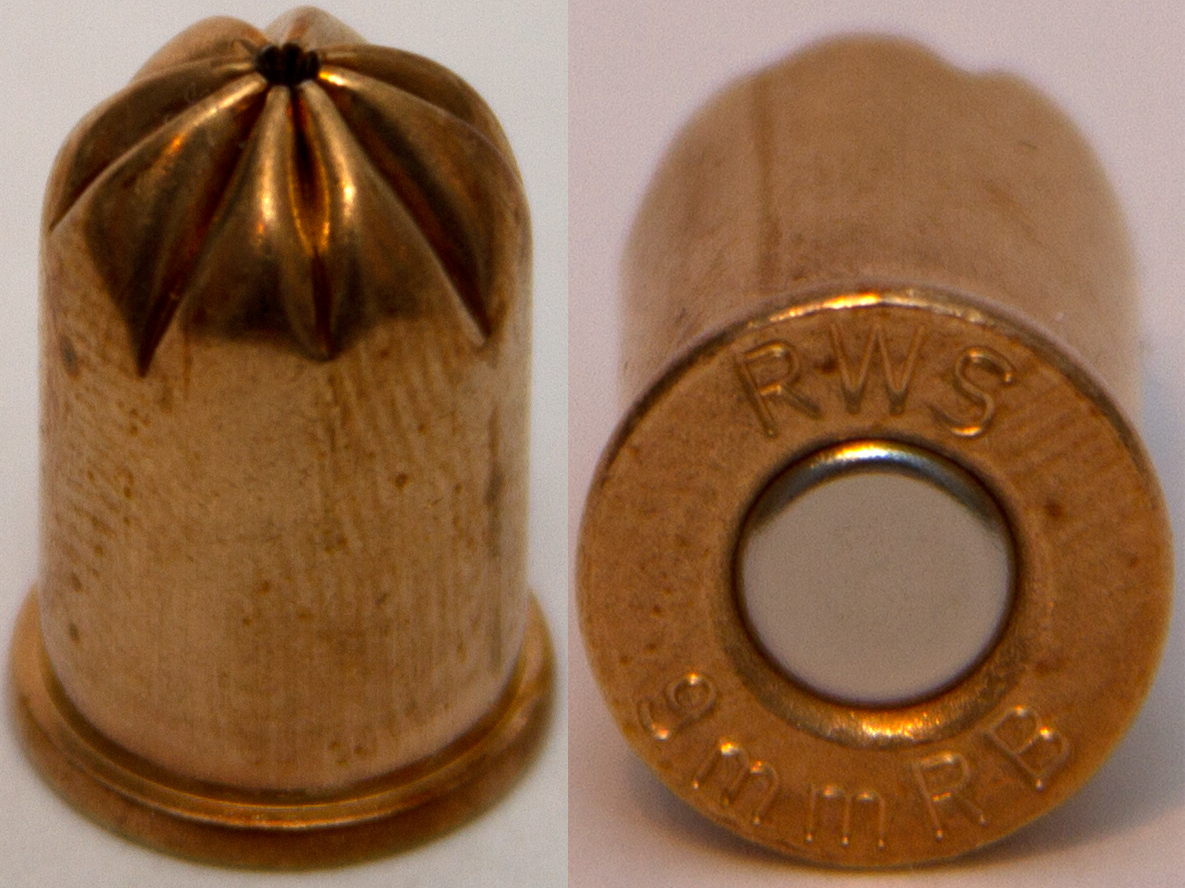
Nábojky ráže 9 mm do poplašné pistole, tzv. "poplašňáky"

Nábojka je podle zákona o zbraních celek určený do expanzní zbraně, expanzního přístroje nebo zvláštní zbraně. Nábojka se skládá z nábojnice, zápalky nebo zápalkové slože a může obsahovat i výmetnou náplň, granule nebo chemickou dráždivou látku. 

## Terminologická nejednoznačnost
Podle zákona o zbraních je cvičný náboj druh náboje, který je určený k akustické a světelné imitaci ostré střelby. Zároveň stejný zákon definuje střelivo jako souhrnné označení nábojů, nábojek a střel do střelných zbraní. Z toho lze dovozovat, že zákon nepovažuje cvičný náboj za druh nábojky.
Podle jiného zdroje se připouští existence nábojek v provedení do zbraní na ostré střelivo.  Tedy pojem nábojka a cvičný náboj se překrývají.
Pro cvičný náboj se v některých zdrojích používá též označení slepý náboj.

## Konstrukce nábojky
Nábojku tvoří nábojnice s okrajovým nebo středovým zápalem, zápalka, nebo zápalková slož a výmetná náplň. Nábojka může obsahovat chemickou dráždivou nebo paralyzující látku. Nábojnice nábojky je uzavřena papírovým nebo plastovým uzávěrem nebo jsou okraje nábojnice slisovány do hvězdice (i v tomto případě může být vrchol hvězdice zalit plastem nebo zatřen lakem na ochranu proti vlhkosti).

## Použití

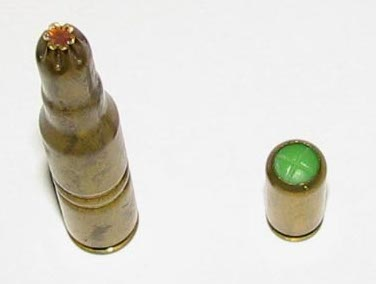
Pušková nábojka ráže 7,62 mm x 51 mm NATO a pistolová nábojka ráže 9 mm

- Imitace skutečné střelby: Nábojky se často používají v běžných palných zbraních při imitaci opravdové střelby, kdy není nutné zasáhnout cíl, popřípadě je výstřel projektilu z bezpečnostních důvodů zcela nežádoucí, například při divadelním představení nebo při natáčení filmu. Nábojky se dále používají jako cvičné náboje při vojenském výcviku, nebo například při výcviku psů. Slepé náboje se také používají při čestných salvách. Použití nábojky (cvičného náboje) ve zbrani pro ostré střelivo může narušit samonabíjecí funkci zbraně.

- Signální výstřel: Nábojky slouží jako munice do startovacích pistolí, které jsou určeny převážně pro startování sportovních závodů, nebo do poplašných pistolí, které slouží k zastrašení nebo k přivolání pomoci.

- Obrana při napadení: Nábojky pro plynové pistole obsahují kromě prachové náplně i slzný plyn, nebo nervově-paralytický plyn či technický pepř, zpravidla v množství, které nezpůsobí trvalé následky na zdraví, ale spolu se zvukovým a světelným efektem ochromí a zastraší zasaženou osobu. Účinný dostřel se pohybuje podle velikosti nábojky a povětrnostních podmínek od 1 do 5 metrů; předpokladem paralyzujícího účinku je zasažení nekrytých částí těla plynem. Druh náplně je zpravidla indikován barvou plastového uzávěru nábojnice.

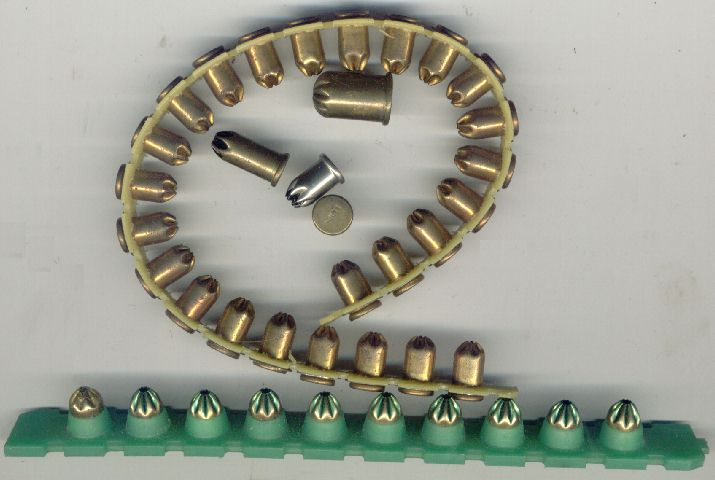
Nábojky v zásobníku do expanzního přístroje k nastřelování hřebíků

- Průmyslové a technické účely: Nábojky slouží jako pohon do expanzních přístrojů v kovoprůmyslu, ve stavebnictví (například pro nastřelování hřebíků), v potravinářství (tzv. jateční pistole nebo přístroj na porážku zvířat) nebo zahradnictví (pasti na hlodavce). Výhodou využití přístrojů na nábojky je, že nepotřebují žádné další zdroje energie, které navíc mají zpravidla mnohem větší hmotnost než nábojky (např. elektrické baterie, benzínové motory) nebo omezují pohyb pracovníka (např. přívodní kabel).

## Bezpečnostní rizika
Používání slepého náboje může u některých lidí vyvolat falešný pocit bezpečí při manipulaci se zbraní. I samotná tlaková vlna výstřelu však může na krátkou vzdálenost, nebo dokonce přiložením hlavně k tělu, způsobit poranění: nábojky nejmenší ráže sice způsobí jen drobné popálení, větší ráže dokonce i smrt. Rovněž papírový nebo plastový uzávěr nábojky může mít na krátkou vzdálenost stejné účinky jako projektil a navíc je zde nebezpečí cizího předmětu v hlavni, který se při výstřelu rovněž stane projektilem (tak například zahynul americký herec Brandon Lee). U skutečných zbraní dále existuje riziko záměny nábojky a ostrého náboje - proto v některých zemích předpisy vyžadují, aby zbraně používané při filmové a divadelní činnosti byly upraveny tak, že mohou střílet pouze nábojkami.
Od cvičného náboje je nutné odlišovat školní náboj, který naopak má střelu, ale nikdy neobsahuje zápalku a výmetnou náplň. K nácviku manipulace se zbraní se tedy musí používat jen školní náboje, které nemohou vystřelit.